# Joe Cotterill
Pour les articles homonymes, voir Cotterill.
Joseph Bernard Francis Cotterill , dit Joe Cotterill, né le 26 septembre 1905 à Wanganui et mort le 8 juillet 1982, est un syndicaliste et homme politique néo-zélandais.

## Biographie
Après sa scolarité dans sa ville natale, il travaille comme ouvrier des chemins de fer, et y devient un membre actif du syndicat local et du Parti travailliste, qui à cette date est le parti des organisations syndicales et des ouvriers. Il pratique par ailleurs l'aviron, et est membre de l'équipe de Wanganui de rugby à XV.
Il est élu député de Wanganui à la Chambre des représentants aux élections de 1935, largement remportées par les travaillistes pour la première fois de leur histoire. Il est député d'arrière-ban de la majorité parlementaire du gouvernement de Michael Joseph Savage, qui introduit les fondements d'un État-Providence en Nouvelle-Zélande. Engagé dans la New Zealand Army durant la Seconde Guerre mondiale, de 1952 à 1958 il est le whip-en-chef du Parti travailliste à la Chambre. Il ne se représente pas aux élections de 1960,.
Il est fait officier de l'ordre de l'Empire britannique en 1974.